# 晋阳书院
晋阳书院是明朝到清朝期间存在于山西太原的一座书院。

## 历史沿革
明嘉靖九年（公元1530年）太原设立河汾书院，后因万历七年（公元1579年）张居正奉诏毁坏天下书院而停办。万历二十一年（公元1593年），山西巡抚魏允贞在太原府沿西南右所街重建原属于河汾书院的三贤堂，改名为三立祠，恢复书院活动。明朝灭亡时，由于战乱原因，书院遭到焚毁。
清顺治十七年（公元1660年），山西巡抚白如梅在阳曲县城东南角（今为侯家巷山西大学堂旧址）重建三立祠，再次召集师生，恢复教学。雍正十一年（公元1733年），三立祠更名为晋阳书院，成为山西省的省城书院。此后持续办学直到义和团运动兴起。
1901年，与令德堂一同改制为山西大学堂。